# كارلوس هرنانديز (لاعب كرة قدم)
كارلوس هيرنانديز فالفيردي (بالإنجليزية: Carlos Gerardo Hernández Valverde)‏ (مواليد 9 أبريل 1982 في لاباستورا) لاعب كرة قدم كوستاريكي دولي يجيد اللعب في خط الوسط. يلعب حاليا لصالح نادي ملبورن فيكتوري الأسترالي من سنة 2009.

## روابط خارجية
- كارلوس هيرنانديز فالفيردي على موقع الاتحاد الدولي (مؤرشف)  (الإنجليزية)
- كارلوس هيرنانديز فالفيردي على موقع قاعدة بيانات كرة القدم.إي يو (الإنجليزية)
- كارلوس هيرنانديز فالفيردي على موقع ناشيونال فوتبول تيمز (الإنجليزية)
- كارلوس هيرنانديز فالفيردي على موقع Soccerway.com (الإنجليزية)
- كارلوس هيرنانديز فالفيردي على موقع أوليمبيديا (الإنجليزية)